# NGC 5467
Désignations
NGC 5467 est une étoile située dans la constellation de la Vierge. L'astronome allemand Wilhelm Tempel a enregistré la position de cette étoile en avril 1882. Cette étoile a aussi été observée par l'astronome français Guillaume Bigourdan le 21 mai 1890 et elle a été inscrite à l'Index Catalogue sous la cote IC 973.
Les objets NGC 5465 et NGC 5467 (une autre étoile) n'ont pas d'entrées sur la base de données Simbad. Cependant, le logiciel Aladin pour ces deux objets pointent sur la même étoile dont la désignation dans Simbad est [KHL2000] NGC 5468 3. Cet étoile en réalité est NGC 5467. Selon les mesures du satellite Gaia, deux valeurs de la distance sont indiquées sur Simbad : 934,929 ± 20,890 8 pc (∼3 050 al) et 1 008,471 2 ± 50,952 4 pc (∼3 290 al)